# 湖南工人报
湖南工人报，1950年11月26日由湖南省总工会创办的报纸，主要是宣传中国共产党对工人阶级的政策以及报道工人阶级生存状况，维护工人阶级权利。

## 宗旨
敢说真话，敢于维权